# ラクス (企業)
株式会社ラクス（英: RAKUS Co., Ltd.）は、東京都渋谷区に本社を置く日本のSaaS企業。社名にある「ラク」は漢字の「楽」を由来としており、楽に導入できて楽に使えるITシステムを提供し、業務の時間を削減してクリエイティブな時間を創出することで、働く人が仕事や人生をもっと楽しめるようにしたい、という願いが込められている。 

## 概要
ラクスは、2000年に中村崇則により設立された日本の企業。ITエンジニアスクールとして始まり、のち経費精算システムや電子メール管理システムや保守サービスなどの中小企業向けSaaS事業や、労働者派遣事業などを展開している。
2015年の上場から5年間で約20倍となる時価総額3300億円を達成し、SaaS企業としては日本最大級の規模を誇る。2000年の創業から21期連続で増収を続けており、2021年3月期決算には売上高153億円（前年比132.6%）、営業利益38億円（前年比332.0%）を記録。「売上高の成長率+営業利益率」は57％を達成し、SaaSビジネスにおいて優良企業とされる指標（Rule of 40%）の40％を超える高水準をマークした。
2021年3月11日付で、東証マザーズ市場から東証1部に市場を変更した。 
SaaS事業の主要サービスには、楽楽精算や楽楽明細、メールディーラー、配配メールなどがある。

## 沿革
（この節の出典：）
- 2000年11月 - 大阪府大阪市で株式会社アイティーブーストを設立
- 2004年4月 - 東京支店に本社機能を移管
- 2009年7月 - 経費精算システム「楽楽精算」の販売を開始
- 2010年1月 - 株式会社ラクスに商号を変更
- 2014年5月 - ホーチミン市にRAKUS Vietnam Co.,Ltdを設立
- 2015年12月 - 東京証券取引所マザーズに上場
- 2021年1月 - ISMS（ISO/IEC 27001:2013／JIS Q 27001）認証の取得
- 2021年3月 - 東京証券取引所市場第一部へ市場変更[9]
- 2021年7月 - 100%子会社の株式会社ラクスみらいを設立
- 2021年12月 - 「楽楽精算」のTVCMが、CM総合研究所主催「BRAND OF THE YEAR 2021」において「消費者を動かしたCM展開」を受賞[12]
- 2022年4月 - 東京証券取引所プライム市場へ移行
- 2022年10月 - 札幌営業所を開設
- 2023年2月 - Great Place to Work® Institute Japanによる2023年版 日本における「働きがいのある会社」ランキング ベスト100に選出[13][14]

## 製品・サービス
（この節の出典：）

### クラウド事業
- 楽楽精算
  - 交通費、旅費、出張費など、経費にかかわる申請・承認・精算処理を一元管理できるクラウド型経費精算システム。インボイス制度および電子帳簿保存法にも対応[18]。 2022年3月末に累計導入社数が10,000社を突破[19]しており、クラウド型経費精算システムとしては累計導入者数No.1 を誇る[20]。2022年9月には「日経コンピュータ 顧客満足度調査 2022-2023」の経費精算ソフト／サービス部門において3年連続で第1位を獲得[21]。

- 楽楽明細
  - 請求書、支払明細書、納品書、領収書などの帳票を電子発行できる電子請求書発行システム。
- 楽楽請求
  - 取引先から届く請求書の受領から社内の申請承認、経理による支払処理、会計処理、保管といった請求書受領後の一連の業務を効率化できる請求書受領システム。

- 楽楽販売
  - 販売管理の業務を自動化する販売管理業務システム。既存フローを変更せずにシステム化が可能。

- 楽楽勤怠
  - 有給・残業の管理やスマホ打刻、給与計算システムとの連携などができる勤怠管理システム。

- メールディーラー
  - メールや電話、チャット、LINEなど顧客からの問い合わせを一元管理できるシステム。2023年5月には「ITR Market View：メール／Webマーケティング市場2023」の「メール処理市場」部門において14年連続で売上シェアNo.1を獲得[22]。

- 配配メール
  - メール配信に特化したメールマーケティングサービス。2022年12月に累計導入者数は10,000社を突破[23]。2023年1月時点で、「ITreview Grid Award 2023 Winter」メールマーケティング部門で「Leader」を11期連続受賞[24]。

- チャットディーラーAI
  - 社内の問い合わせ対応を効率化する、社内向けAIチャットボット。

- 楽テル
  - 電話対応業務を効率化する、コールセンターおよびヘルプデスク向けのCRMシステム。

- ブラストメール
  - 専門知識がなくても操作できる、高速メール配信システム。運営は子会社のラクスライトクラウドが担当。

- ブラストエンジン
  - API連携とSMTPリレーによる、社内システム連携特化型のメール配信システム。運営は子会社のラクスライトクラウドが担当。

### IT人材事業
- ラクスパートナーズ
  - IT人材の派遣・紹介サービス。対象はWebエンジニア、インフラエンジニア、機械学習エンジニア派遣、QAエンジニアなど。運営は子会社のラクスパートナーズが担当。

## 事業所
- 本店（大阪本店） - 〒530-0014 大阪府大阪市北区鶴野町1-9 梅田ゲートタワー 7階（総合受付）、14階
- 東京本社 - 〒151-0051 東京都渋谷区千駄ヶ谷5-27-5 リンクスクエア新宿 7階
- 東京第1オフィス - 〒151-0051 東京都渋谷区千駄ヶ谷5-27-11 アグリスクエア新宿 2階（総合受付）、3階、10階
- 東京第2オフィス - 〒151-0053 東京都渋谷区代々木2-1-1 新宿マインズタワー 25階（総合受付）、29階
- 札幌営業所 - 〒060-0001 北海道札幌市中央区北1条西3丁目3 ばらと北一条ビル 10階
- 名古屋営業所 - 〒460-0003 愛知県名古屋市中区錦1-4-6 大樹生命名古屋ビル 7階
- 広島営業所 - 〒730-0011 広島県広島市中区基町11-10 合人社広島紙屋町ビル 8階
- 福岡営業所 - 〒812-0011 福岡県福岡市博多区博多駅前2-3-23　安田第3ビル 4階

## 子会社
- 株式会社ラクスライトクラウド
  - 株式会社ラクスの低価格クラウドサービス「ブラストメール」「ブラストエンジン」の運営を担当。

- 株式会社ラクスパートナーズ
  - 株式会社ラクスのIT人材事業の運営を担当。自社で採用・育成したIT人材を顧客企業に派遣する常駐型サービス。

- 株式会社ラクスみらい
  - 特例子会社（非連結子会社）。社会貢献推進のため、障がい者雇用を積極的に進めている。ベーカリーカフェ「焼きたてパン工房 天使の小麦」を運営していた[25]。

- RAKUS Vietnam Co., Ltd.
  - 株式会社ラクスのベトナム現地法人。オフショア開発の拠点となっている[26]。